# Psednura musgravei
Psednura musgravei är en insektsart som beskrevs av Rehn, J.A.G. 1953. Psednura musgravei ingår i släktet Psednura och familjen Pyrgomorphidae. Inga underarter finns listade i Catalogue of Life.